# Daniel Valenzuela (presentador de televisión)
Daniel Antonio Valenzuela Aedo, conocido popularmente como Palomo (Santiago, 17 de septiembre de 1976), es un locutor radial y presentador de televisión chileno.

## Carrera televisiva
Sus primeras apariciones en televisión fueron cuando era un adolescente en programas como el Festival de la una y Éxito, en donde concursaba imitando a Luis Miguel.
Su primera incursión como animador fue en el año 2000, luego que tras pasar un casting, formara parte del cuarteto a cargo de Extra jóvenes en Chilevisión, integrado por Paloma Aliaga, Martín Cárcamo, Rayén Araya y él. Es aquí donde inicia una relación amorosa con una de las conductoras, Paloma Aliaga.
Más tarde, y una vez finalizado el espacio juvenil, Daniel junto a Paloma emigran hacia TVN para participar del Buenos días a todos como la pareja a cargo de realizar concursos en piscinas de la capital y los backstage de los estelares del canal. Al mismo tiempo, Daniel comienza a grabar su primer disco.
En diciembre de 2005 debuta la nueva señal abierta Telecanal, y entre sus rostros (integrada principalmente por caras nuevas en televisión) se encontraban Daniel y Paloma, quienes realizaron juntos el programa juvenil Enfocados y que luego de dejar de ser emitido, marca el fin del trabajo televisivo de la pareja.
Sin embargo, Daniel continúa en Telecanal y comienza a realizar el único matinal que ha tenido la señal privada. Casi a las 12, y además, el programa nocturno Canal abierto en donde compartió, en un comienzo, con José Luis Briceño y más tarde con Constanza Roberts (actualmente en Mira quien habla) y Carla Ballero. Pero fue Cocinados, un magazín emitido al mediodía junto a Carolina Correa el que lo consolidó como animador, y que hizo que los ejecutivos de la señal lo escogieran para estar dentro del grupo de animadores de la Teletón 2007 y 2008.
A principios de 2009, y ya fuera de Telecanal, su nombre suena para animar el nuevo matinal de Canal 13, pero esto nunca se concreta. Sin embargo, es reclutado por dicha estación para coanimar Gigantes con Vivi.
El 1 de octubre de 2012 comenzó a animar el matinal de Telecanal que lleva por nombre A las 11.
en el 2023 participó como animador en el canal Tevex
Daniel Valenzuela elogió a Daniel Fuenzalida por su participación en la Teletón 2024,
El animador y los participantes contaron la inédita situación que los une a Vero Calabi 

## Vida personal
Luego de varios años de relación con Paloma Aliaga, a quien conoció en Extra jóvenes y con quien siguió trabajando después en otros proyectos, se casaron el 21 de septiembre de 2007. La ceremonia fue televisada por Canal 13 a través del programa Cásate conmigo, que también siguió todos los preparativos de los novios.
En febrero de 2008 nació la primera hija del matrimonio, al tiempo después nació su segunda hija.
Durante abril de 2013 se supo de la infelidad  de su esposa Paloma, con su hermano, con quien posteriormente tendría su segunda hija durante el 2014, más tarde él la perdonaría por respeto a su familia.
Es amigo personal de Daniel Fuenzalida.